# Robert Dahlqvist
Jens Robert Dahlqvist, även känd som "Strängen" eller "Strings", född 16 april 1976 i Visby, död 1 februari 2017 i Bagarmossen i Stockholm, var en svensk musiker.

## Biografi
Dahlqvist, som växte upp i Uddevalla, är mest känd som gitarrist i rockbandet The Hellacopters mellan 1999 och 2008. Han var tidigare även medlem  i The Diamond Dogs. År 2004 bildade Dahlqvist bandet Thunder Express (från 2009 kända som Dundertåget), där han sjöng och spelade gitarr. Han medverkar på flera av Stefan Sundströms skivor (Hjärtats melodi, Stolt men inte nöjd, Fabler från Bällingebro och 5 dagar i augusti) och turnerade även med Sundström.
Dahlqvist avled 2017 i en ålder av 40 år i en sjukdomsrelaterad olyckshändelse då han fick ett epileptiskt anfall hemma i badkaret och drunknade. Han är begravd på Norra kyrkogården i Uddevalla.
År 2018 utgavs postumt albumet "Rock på Svenska", där Dahlqvist medverkar med "saftiga Kiss- och AC/DC-influerade riff med ett retrorockigt driv" och hans texter beskrivs ha utvecklats till att bli mer öppna och personliga och allmängiltiga.

## Diskografi (i urval)

### The Hellacopters
- High Visibility (2000), gitarr och körsång
- Cream Of The Crap! Vol. 1 (2002), gitarr
- By the Grace of God (2002), gitarr och körsång
- Cream Of The Crap! Vol. 2 (2004), gitarr
- Rock & Roll Is Dead (2005)
- Head Off (2008), gitarr och körsång

### Thunder Express/Dundertåget
- We Play for Pleasure (2004), sång, gitarr och bas
- Republic Disgrace (2007), gitarr och sång
- Skaffa ny frisyr (2009), gitarr och sång
- Dom Feta Åren är Förbi (2010), gitarr och sång

### Strängen
- Rock på svenska (2018), gitarr och sång